# 박형무
박형무(朴亨武, 1922년 5월 5일 ~ 1982년 10월 2일)는 대한민국의 독립운동가이다. 본관은 밀양(密陽)이며 호(號)는 산우(山芋).

## 생애

### 청년 시절 독립 운동
그는 일제 강점기 말기였던 1941년 일본군에 학병으로 강제 동원되어 미얀마에 파견되었다. 하여 일제 학병에 강제 동원된 박형무는 이후 1945년 3월 부르마의 쿠메(Kume) 지방에서 일본군 기마대를 탈출하여 영국군에 투항하였다. 연합군에 인도된 박형무는 그보다 1주일 먼저 탈출한 박순동(朴順東)·이종실(李鍾實) 등과 함께 인도의 뉴델리에 있는 미군에게 인도되었는데 이들 3인은 인도 뉴델리에서 비행기를 타고 이집트 카이로를 거쳐 미국의 워싱턴에 도착하였다. 박형무를 비롯한 3인은 다시 워싱턴을 출발하여 로스앤젤레스에 도착하여 산타 카탈리나 섬에 도착하였다. 이들은 1945년 6월부터 9월까지 미국내 한인들과 함께 냅코 프로젝트에 참가하여 국내 침투 훈련을 받았다. 미국은 재미한인과 포로들을 이용하여 한국내에 침투시키려는 냅코 프로젝트를 계획하고 있었다. 이 작전은 1944년 하반기에 확정되었으며, 여기에 동원될 한인은 미국 내에 있는 유학생과 사이판·괌 등 섬에서 미군 포로가 된 군인·군속들 가운데 선발되었다. 특히 일본군 출신의 한국인들은 강제로 끌려온 사람들이 많았기 때문에 반일의식이 강하였다. 냅코 프로젝트의 훈련은 남가주의 산타 카탈리나섬에서 이루어졌다. 박형무를 비롯한 교육생들은 무기, 비무장전투법, 지도읽기, 파괴, 무전, 촬영, 낙하산훈련, 비밀먹 사용법, 선전 등에 대하여 훈련을 받았다. 박형무는 친일외교관 스티븐스를 처단한 전명운(田明雲)의사의 사위인 이태모(李泰模) 교관의 지휘하에 각종 첩보훈련을 받게 되었다. 그가 받은 훈련은 주로 적 진지를 잠입하기 위한 특수 훈련이었고, 교관 이태모는 매분당 20단어를 수신하고 분당 25단어를 송신할 수 있는 무선기술을 가르쳐 주었다. 1945년 8월 일제가 무조건 항복함에 따라 국내 침투 훈련이 중단되고 박형무 등 교육생들은 하와이의 포로수용소로 옮겨졌다. 이곳에서 박순동·이종실 등 학병 출신자들과 함께 박형무는 《자유한인보》라는 잡지를 만들어 서로 돌려보았다.
이후 《자유한인보》는 제7호까지 발간되었는데, 60쪽 정도의 주간행물로 미국사회생활 소개, 독자들의 투고, 그리고 한국에 관한 소식을 게재하여 2명 앞에 1권씩 배포하였다. 이 주보의 편집은 박형무와 이종실·박순동 3인이 맡았다. 자유한인보 제7호 정간사에 의하면, 주보를 발간한 목적은 “우리들의 단결을 촉진하고 그 단결의 기관지가 되자는 것”이라고 하였다.
이후 1946년 6월 대한민국에 귀국한 그는 국방경비대를 거쳐 대한민국 육군에 편입하여 1949년 3월 6일, 대한민국 육군 하사 전역하였다.

### 정당 당원 이력
- 前 한국독립당 초급행정위원(1949년 3월 21일 ~ 1952년 12월 23일)
- 前 자유당 초급행정위원(1953년 1월 16일 ~ 1956년 12월 21일)
- 前 한국독립당 행정자치위원(1957년 1월 3일 ~ 1962년 3월 2일)
- 前 한국독립당 대표상임행정위원(1962년 3월 2일 ~ 1970년 1월 23일)

## 서훈
그의 사후 대한민국 정부는 고인의 공훈을 기리고자 2008년 대한민국 건국포장을 추서하였다. 